# Тежки крайцери тип „Портланд“
„Портланд“ (на английски: Portland) са тип тежки крайцери на ВМС на САЩ. Всичко от проекта са построени 2 единици: „Портланд“ (на английски: USS Portland (CA-33)) и „Индианаполис“ (на английски: USS Indianapolis (CA-35)). Развитие на крайцерите от типа „Нортхамптън“.

## История на създаването
Когато през 1932 г. е утвърдено строителството, това е просто „Нортхамптън“ с удължен корпус и без бълбов нос. Предполага се, че това ще увеличи максималната скорост на крайцера. Тогава става ясно, че „Нортхамптън“ е недонатоварен и може да се използва големия резерв от тегло за усилване на защитата. Поставя се допълнителна броня като втори слой срещу МО и по-дебело брониране на погребите.

## Конструкция
Тежките крайцери от типа „Портланд“ имат максимална дължина 610 фута и 3 дюйма (186,00 м), 592 фута (180,44 м) по водолинията, ширина от 64 фута и 6 дюйма (19,66 м) на мидъла, проектно газене от 21 фута (6,40 м) и газене 24 фута (7,32 м) при пълно натоварване.
Тези кораби в определен смисъл са хибрид, съчетаващ елементите на защитата на типовете „Нортхемптън“ и „Ню Орлеанс“. Погребите им са разположени над водолинията – това е начин да се обезопасят от подводни взривове. Защитата на погребите е съвършено неуязвима за стрелба на 155/50 оръдия. От 203/50 оръдия зоната на неуязвимост съставлява за кърмовия погреб 60 – 102 кабелта и за носовия 60 – 115 кабелта.
На изпитанията „Индианаполис“ развива скорост от 32,86 възела при водоизместимост 11 144 тона и мощност на машините от 108 317 к.с..
Тяхната проектна водоизместимост съставя 10 096 дълги тона (10 000 – официално). Най-накрая тяхната реална стандартна водоизместимост попълват целия вашингтонски лимит и то съставя 10 076 д. тона (при заявено 9800 д. тона за „Портланд“, 9950 д. тона за „Индианаполис“). През 1944 г. стандартната водоизместимост на „Портланд“ съставя 11 180 д. тона.

### Енергетична установка
В състава на силоват установка влизат осем водотръбни котли конструкция „Яроу“ заменили котлите „White-Forster“ стоящи на предходните типове. Схемата на разположение на установката е ешелонна. Замяната на котлите позволява да се увеличи практическата далечина на плаване до 8640 морски мили на ход от 15 възела, проектната далечина не се изменя и си остава 10 000 мили.

## История на службата
- „USS Portland (CA-33)“ е заложен на 17 февруари 1930 г., спуснат на вода на 21 май 1932 г., влиза в строй на 23 февруари 1933 г. В битката за Гуадалканал „Портланд“ получава попадение на японско торпедо от типа 93 „Дългото копие“. В резултат на повредите корабът остава на вода и оцелява в битката, като дори при това нанася повреди на японския линеен крайцер „Хией“. Изваден е от състава на флота през 1946 г. През 1959 г. е предаден за разкомплектоване.
- „USS Indianapolis (CA-35)“ е заложен на 31 март 1930 г., спуснат на вода на 7 ноември 1931 г., влиза в строй на 15 ноември 1932 г. Корабът е известен с това, че превозва от САЩ детайлите на атомните бомби, хвърлени впоследствие над Хирошима и Нагазаки, а няколко дни по-късно е потопен от японската подводница I-58. От 1196 души на борда оцеляват само 316.

## Оценка проекта
Тези крайцери със своята служба за пореден път доказват, че решаващ фактор е системата за управление на огъня и опитният екипаж, а не броят на оръдията.

## Коментари
1. ↑  Буквите показват принадлежността към определен класː ВВ – линкор, СС, CL, СА – съответно линеен, лек или тежък крайцер, CV – самолетоносач, DD – разрушител, SS – подводница и т.н.